# Moskiewska Duma Miejska

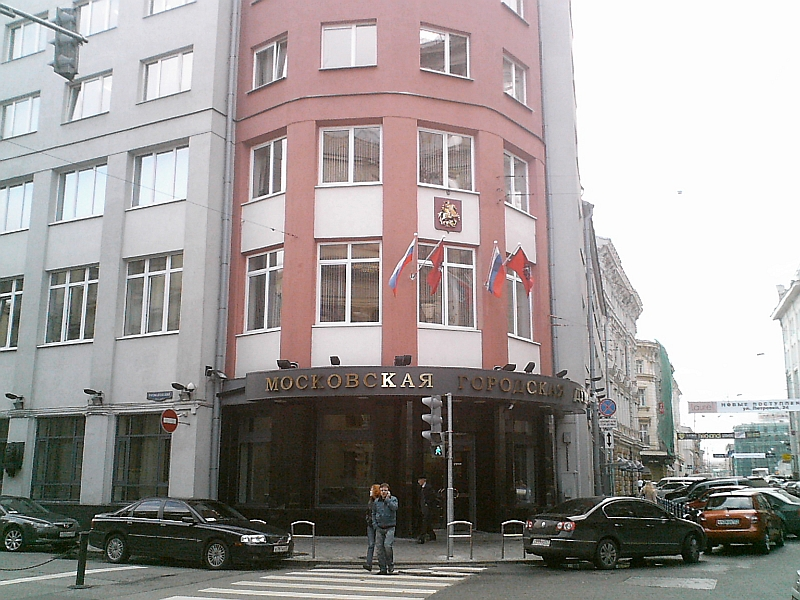
Siedziba Moskiewskiej Dumy Miejskiej przy ulicy Pietrowka 22.

Moskiewska Duma Miejska (ros. Московская городская Дума) – organ ustawodawczy Moskwy: jednego z 83 podmiotów, na jakie dzieli się pod względem administracyjno-prawnym Federacja Rosyjska. W moskiewskim zgromadzeniu ustawodawczym zasiada obecnie 35 deputowanych. 

## Uprawnienia
Jednym z najważniejszych uprawnień Moskiewskiej Dumy miejskiej jest przyjęcie i kontrola wykonania budżetu miasta. Duma ma prawo wyrazić wotum nieufności wobec miejskiego rządu i jego wyższych rangą urzędników. Może również zorganizować referendum w sprawie odwołania mera.
Do jej uprawnień należy również występowanie do niższej izby rosyjskiego parlamentu, Dumy Państwowej, z inicjatywą ustawodawczą na poziomie ogólnokrajowym. Deleguje także jednego przedstawiciela do izby wyższej parlamentu – Rady Federacji.

## Sposób wyboru deputowanych
- 1993–2001 – deputowani wybierani w okręgach jednomandatowych.
- 2005–2009 – 20 deputowanych wybieranych z list partyjnych, a 15 w okręgach jednomandatowych.
- od 2009 – 18 deputowanych wybieranych z list partyjnych, a 1 w okręgach jednomandatowych.

## Skład Moskiewskiej Dumy Miejskiej (2009)
- Jedna Rosja – 32 deputowanych
- Komunistyczna Partia Federacji Rosyjskiej – 3 deputowanych

Wybory miały miejsce 11 października 2009.